# Notacanthus abbotti
Notacanthus abbotti är en fiskart som beskrevs av Fowler, 1934. Notacanthus abbotti ingår i släktet Notacanthus, och familjen Notacanthidae. Inga underarter finns listade i Catalogue of Life.